# Zuckerhut (Oberösterreichische Voralpen)
Der Zuckerhut  ist ein 902 m ü. A. hoher Berg in den Oberösterreichischen Voralpen in der Gemeinde Grünau im Almtal. Nach Süden fällt der kegelförmige Berg zur Irrer Alm ab, nach Osten zur Bäckerschlagalm. Die Nordflanke fällt in das Tal des Grünaubachs, die Westflanke zum Ort Grünau ab. Am Gipfel des häufig besuchten Berges befindet sich ein Gipfelkreuz mit Gipfelbuch. 

## Anstiege
- Weg 6 (Zuckerhut-Runde) bis zur Irrer Alm, nördlich über unmarkierten Pfad auf den Gipfel

## Karten
- ÖK 50, Blatt 67 (Grünau im Almtal)